# Panzerkorps (Rote Armee)
Das Panzerkorps war ab 1942 die grundlegende Gliederungsform der Panzertruppe der Roten Armee im Zweiten Weltkrieg.

## Struktur und Bewaffnung
Ein Panzerkorps bestand 1944 aus 3 Panzerbrigaden zu je 60 Panzern, einer motorisierten Schützenbrigade mit einem leichten Panzerregiment zu 20 Panzern, 3 Sturmgeschützregimentern zu je 21 Sturmgeschützen, einem Granatwerferregiment, einem Flakregiment, einem Gardewerfer-Bataillon, einem Panzerwagenbataillon und einem Pionierbataillon. Zur weiteren Bewaffnung gehörten 44 76-mm-Panzerabwehrgeschütze, 24 45-mm-Panzerabwehrkanonen, 16 37-mm-Flugabwehrkanonen, 48 82-mm-Granatwerfer, 42 120-mm-Granatwerfer sowie 8 Mehrfachraketenwerfer „Katjuscha“.

## Panzerbrigade
Die häufigste Einsatzform war die Brigade mit 50 bis 60 Panzern und 1.354 Mann, welche 3 Bataillone mit jeweils 2 Kompanien à 10 Panzer umfasste. In Kompaniestärke wurden Panzer selten eingesetzt. Dazu kamen ein motorisiertes Schützenbataillon, eine Flakkompanie und eine Panzerabwehrkompanie. Bewaffnet war sie mit 20 leichten Maschinengewehren, 4 schweren Maschinengewehren, 9 Flugabwehr-Maschinengewehren, 6 82-mm-Granatwerfern, 4 57-mm-Panzerabwehrkanonen, 350 Maschinenpistolen und 120 Lkws.

## Liste
| Nummer | Aufstellung       | Umbenennung                                  |
| ------ | ----------------- | -------------------------------------------- |
| 1      | 31. März 1942     |                                              |
| 2      | 15. April 1942    | 8. Gardepanzerkorps 19. September 1943       |
| 3      | 31. März 1942     | 9. Gardepanzerkorps am 20. November 1944     |
| 4      | 31. März 1942     | 5. Gardepanzerkorps 7. Februar 1943          |
| 5      | 19. April 1942    |                                              |
| 6      | 19. April 1942    | 11. Gardepanzerkorps 23. Oktober 1943        |
| 7      | 17. April 1942    | 3. Gardepanzerkorps 29. Dezember 1942        |
| 8      | 19. April 1942    | 3. Mechanisiertes Korps 14. September 1942   |
| 9      | 12. Mai 1942      |                                              |
| 10     | 19. April 1942    |                                              |
| 11     | 19. Mai 1942      |                                              |
| 12     | 19. Mai 1942      | 6. Gardepanzerkorps 26. Juli 1943            |
| 13     | 23. Mai 1942      | 4. Garde-Mechanisiertes-Korps 9. Januar 1943 |
| 14     | 19. Mai 1942      | 6. Mechanisiertes Korps 30. September 1942   |
| 15     | 21. Mai 1942      | 7. Gardepanzerkorps 27. Juli 1943            |
| 16     | 1. Juni 1942      | 12. Gardepanzerkorps 20. November 1944       |
| 17     | 22. Juni 1942     | 4. Gardepanzerkorps 3. Januar 1943           |
| 18     | 15. Juni 1942     |                                              |
| 19     | 31. Dezember 1942 |                                              |
| 20     | 28. Dezember 1942 |                                              |
| 21     | 19. April 1942    | Zerstört und aufgelöst im Mai 1942           |
| 22     | 3. April 1942     | 5. Mechanisiertes-Korps 30. August 1942      |
| 23     | 12. April 1942    |                                              |
| 24     | 19. April 1942    | 2. Gardepanzerkorps 26. Dezember 1942        |
| 25     | 13. Juli 1942     |                                              |
| 26     | 8. Juli 1942      | 1. Gardepanzerkorps 8. Dezember 1942         |
| 27     | 3. Juni 1942      | 1. Mechanisiertes Korps 8. September 1942    |
| 28     | 13. Juli 1942     | 4. Mechanisiertes Korps 10. September 1942   |
| 29     | 18. Februar 1943  |                                              |
| 30     | 26. Februar 1943  | 10. Gardepanzerkorps 23. Oktober 1943        |
| 31     | 29. Mai 1943      |                                              |